# ضريبة أرباح رأس المال
ضريبة أرباح رأس المال (بالإنجليزية: Capital gains tax)‏ هي ضريبة على الأرباح المحققة، من بيع غير الأصول. تتحقق مكاسب رأس المال الأكثر شيوعًا من بيع الأسهم، والسندات، والمعادن الثمينة، والعقارات، والممتلكات.
لا تفرض جميع البلدان «ضريبة أرباح رأس المال»، ومعظمها لديها معدلات ضرائب مختلفة للأفراد مقابل الشركات. تشمل البلدان التي لا تفرض ضريبة أرباح رأس المال البحرين، وبربادوس، وبليز، وجزر كايمان، وجزيرة مان، وجامايكا، ونيوزيلندا، وسريلانكا، وسنغافورة، وغيرها.
في بعض البلدان، مثل نيوزيلندا وسنغافورة، يخضع التجار المحترفون وأولئك الذين يتاجرون في كثير من الأحيان للضريبة على أرباح مثل دخل الأعمال.
في السويد، حساب التوفير الاستثماري، تم تقديمه في عام 2012 استجابة لقرار البرلمان، لتحفيز الادخار في الأموال والأسهم. لا توجد ضريبة على أرباح رأس المال في كرونا آيسلندا؛ بدلاً من ذلك، يدفع المدخر معدل ضرائب قياسي سنوي منخفض. يختار المدخرون في الصناديق في الوقت الحاضر بشكل أساسي الادخار في الأموال، عبر حسابات التوفير الاستثمارية.
يمكن دفع «ضريبة أرباح رأس المال» على العناصر القيمة أو الأصول المباعة بربح. يمكن أن تخضع جميع التحف، والأسهم، والمعادن الثمينة، والمنازل الثانية للضريبة، إذا جنيت ما يكفي من المال منها. يمكن أن يختلف مقدار الضريبة المستحقة الدفع. تحدد الحكومة الحد الأدنى للربح الكبير بما يكفي لفرض ضريبة عليه. إذا كان الربح أقل من هذا الحد فإنه معفى من الضرائب. يكون الربح في معظم الحالات هو الفرق بين مبلغ (أو قيمة) الأصل الذي تم بيعه والمبلغ الذي تم شراؤه به.
يعتمد معدل الضريبة، لضريبة أرباح رأس المال، على مقدار الربح الذي جنته، وأيضًا على مقدار الأموال التي تجنيها سنويًا. على سبيل المثال، في المملكة المتحدة، تبلغ CGT حاليًا (السنة الضريبية 2021-2022) 10% من الربح، إذا كان دخلك أقل من 50000 جنيه إسترليني، فعندئذٍ تكون 20% إذا تجاوز دخلك هذا الحد.
توجد ضريبة إضافية تضيف 8% إلى معدل الضريبة الحالي إذا أتى الربح من عقار سكني. إذا تم بيع أي عقار مع خسارة، من الممكن موازنة ذلك مع المكاسب السنوية. يبلغ بدل CGT لسنة ضريبية واحدة في المملكة المتحدة حاليًا 12300 جنيه إسترليني للفرد، ومضاعفة (24600 جنيه إسترليني) إذا كانا زوجين أو في شراكة مدنية. بالنسبة للأسهم، كمثال على الأصول العامة، والسائلة، غالبًا ما تشتمل التشريعات الوطنية، والتشريعات الخاصة بالولاية، على مجموعة كبيرة من الالتزامات المالية التي يجب احترامها، فيما يتعلق بمكاسب رأس المال. تفرض الدولة الضرائب على المعاملات وأرباح الأسهم ومكاسب رأس المال في سوق الأوراق المالية. ومع ذلك، قد تختلف هذه الالتزامات المالية من ولاية قضائية إلى أخرى.